# روي هاميلتون
روي هاميلتون (بالإنجليزية: Roy Hamilton)‏ هو مغني أمريكي، ولد في 16 أبريل 1929 في ليسبورغ في الولايات المتحدة، وتوفي في 20 يوليو 1969 في نيو روتشيل في الولايات المتحدة.

## وصلات خارجية
- روي هاميلتون على موقع IMDb (الإنجليزية)
- روي هاميلتون على موقع ميوزك برينز (الإنجليزية)
- روي هاميلتون على موقع أول ميوزيك (الإنجليزية)
- روي هاميلتون على موقع ديسكوغز (الإنجليزية)
- روي هاميلتون على موقع قاعدة بيانات الفيلم (الإنجليزية)